# 동정 없는 세상
《동정 없는 세상》은 2016년 10월 30일에 방영한 《KBS 드라마 스페셜 2016》 시리즈 중 여섯 번째 작품이다.

## 기획 의도
19세와 20세의 중간에 선 이들의 앙큼하고 발칙하면서도 야한 성장 이야기를 그리며, 혈기왕성한 10대들의 넘치는 호기심을 유쾌하지만 따뜻한 시선으로 풀어낸 성장 드라마다.

## 줄거리
수능이 끝난 후 열아홉 살 차준호는 괴롭다. 스물이 되기 전에 진짜 남자가 되고 싶은 욕망이 가득한 준호는, 여자친구 서경을 조르고 또 조른다. 하지만 그녀는 할 듯 말 듯 아리송한 태도만을 보이며, 자신을 향한 동정이라곤 눈곱만큼도 없는 듯하다. 동정남 준호는 서경의 이런 모습에 나날이 속만 태우고 있다.

## 등장 인물

### 주요 인물
- 이주승 : 차준호(19세) 역

깜찍 발칙 동정남. 보통의 열아홉이 갖는 장래희망이나 진학의 욕구 등은 미약하지만 간절하게 남자가 되고 싶은 ‘성(性)에 대한 욕망’은 누구에게도 뒤지지 않는 매우 뚜렷한 소년이다. “한 번 하자!”느니 “나 오만원 있어!”라는 말은 이토록 세게 하지만, 정작 어떻게 해야 여심을 사로잡고 동정을 뗄 수 있을지는 전혀 모르는 순진무구하고 깜찍 발칙한 소년이다.
- 강민아 : 윤서경(19세) 역

세젤예 엄친딸. 준호뿐만 아니라 만인의 눈에 세상에서 제일 예쁜 소녀이며, 누구나 부러워할 만큼 외모든 성적이든 모든 걸 다 가진 엄친딸이다. 똑부러지는 성격으로 수능 점수도 높고, 장래계획도 잘 세워놓아 걱정이 없을 법 하지만, 가장 큰 걱정거리가 있다. 그것은 바로 남자친구 차준호인데, 준호를 너무 사랑하지만 알지 못하는 성의 세계가 두렵기만 하다.
- 윤유선 : 숙경 역

준호의 어머니. 자식들이면 누구나 부러워할 법한 친구 같은 엄마의 결정체다. 아담한 미용실을 운영하면서 아들 준호와 남동생 명호를 살뜰히 먹여 살리는 능력자다. 철없는 아들 준호의 고민을 웃음으로 감싸 안으며, 때로는 엄마 또 때로는 친구처럼 그의 앞날을 밝혀주는 현명한 그녀다.
- 민성욱 : 명호 역

준호의 삼촌. 서울대 법대 출신에 뭐든 잘 알고 잘하는 척척 박사이며, 운전면허 필기조차 밑줄 치면서 꼼꼼하고 준비하는 성실한 사람이다. 하지만 딱 하나 누나 집에 얹혀사는 백수라는 흠이 있다. 20대라는 새로운 세계에 들어선 준호에겐 아빠 같은 조언자이며 앞날을 함께 모색하는 동지다.
- 장유상 : 영석(19세) 역

부잣집 도련님. 준호와 더불어 경식과 삼총사를 이루는 절친이며, 셋 중에 가장 똑똑하고 성숙한 편이다. 준호를 종종 현실적인 눈과 직설적인 언사로 화나게 하거나 혼돈에 빠뜨리지만, 언제나 준호를 생각하는 마음은 그 누구보다 깊은 친구다.
- 김우혁 : 경식(19세) 역

국어사전 마니아. 국어사전과 생물책을 사랑하는 엉뚱하고 독특함 그 자체다. 말쑥한 외모와 달리 비정상적인 행동을 일삼지만, 자신의 관심사에 만큼은 비상한 기억력과 분석력을 보인다. 준호와 영석 사이 중재자 역할을 하며, 뜬금없는 애교와 패러디로 우정을 더욱 돈독하게 만든다.
- 이강욱 : 영석의 사촌형 역

유명 인터넷 쇼핑몰 CEO. 열아홉 세 소년에게 ‘이게 바로 남자의 길! ’이라는 진짜 남자의 세계를 보여주려 한다. 적당한 허세와 끼로 세 소년에게 신세계를 선사한다.

### 그 외 인물
- 송삼동 : 명호의 친구 1 역
- 신동훈 : 명호의 친구 2 역
- 김윤주 : 여자 1 역
- 윤부진 : 여자 2 역
- 김이안 : 여자 3 역
- 주수진 : 여자 4 역
- 윤화경 : 서경의 짝 역
- 오한결 : 바닷가꼬마 역
- 동급생 아이들

이나현, 김형주, 이지은, 송아영, 이민지, 한여름, 김민정, 이가연, 박혜은, 이승주, 한연지, 류나경, 최재이, 강희지, 강유진, 서정우, 이진명, 김현호, 최민석, 신영규, 이호진, 조민수, 오윤택, 정인교, 김기현, 민정기, 신승규, 김수빈, 이승주, 최재민

### 우정출연
- 박철민 : 담임 역

담임 선생님. 타고난 유머와 재치로 열아홉들의 치기도 너그럽게 포용하며, 바른 길로 인도하는 친구보다 더 친구 같고 쿨한 선생님이다.
- 정이랑 : 약사 역

준호를 비롯해 남자 때문에 돌겠다는 그녀다.

## 시청률
- 전국 시청률 : 2.0%[1]